# 윤웅대
윤웅대(尹雄大, 1970년 4월 16일~)는 대한민국의 작가이다.
재일 한국인이며, 일본 효고현에서 태어났다.

## 저서
- 『FLOW―한씨 의권의 철학』(동궁사) 2006년 ISBN 4925220209
- 「몸의 지성을 되찾는다(고단샤 현대 신서)」(고단샤) 2014년 ISBN 4062882809
- 「부드러운 말과 몸의 레슨」(춘추사) 2015년 ISBN 4393373278
- “금식으로 바뀐 나의 몸(환동사 plus+)”(환동사) 2016년 ASIN B01MT0Z5XV
- 『증보신판 FLOW: 한씨 의권의 철학』(아키후미샤) 2017년 ISBN
- 『우리는 왜 취재하는가』(요세이샤) 2017년 ISBN 4774406376
- “육아 지남서 은코의 아저씨”(재팬 머시니스트사) 2017년 ISBN 4880493287
- "유마니튜드"라는 혁명: 왜 이 케어로 치매 고령자와 마음이 다니는가? (이브 지네스트, 2016년)